# 格利尼齊亞河
赫利尼察河（烏克蘭語：Глиниця），是烏克蘭西南部的河流，屬於普魯特河的右支流。該河流經切爾尼夫齊州的切爾尼夫齊區，河道全長21公里，流域面積141平方公里。